# Пајско (Бреша)
Пајско је насеље у Италији у округу Бреша, региону Ломбардија.
Према процени из 2011. у насељу је живело 216 становника. Насеље се налази на надморској висини од 871 м.